# Билле
Билле (нем. Bille) — река в Германии, протекает по земле Шлезвиг-Гольштейн и Гамбургу. Правый приток Эльбы. Название реки происходит от славянского слова «белый».
Река Билле берёт начало в коммуне Линау. Течёт в западном направлении. Впадает в Эльбу в черте города Гамбурга.
Общая длина реки составляет 65 км, площадь водосборного бассейна составляет 506,4 км². Высота истока составляет 65 м, высота устья — 2 м.
На берегах реки расположены дворцы Райнебек и Бергедорф, а также мельница «Грандер Мюле».
Речной индекс 5954. Речная система реки — Эльба.
Притоки:
- левые: Шварце-Ау, Брокветтерунг;

- правые: Триттауэр-Мюленбах, Корбек, Ладенбек, Глиндер-Ау, Шлемер-Бах.